# Siège de Kenilworth
Seconde Guerre des barons
Batailles
- Lewes
- Evesham
- Kenilworth

Le siège de Kenilworth se déroule de juin à décembre 1266. Cet affrontement de la Seconde Guerre des barons oppose les forces du roi Henri III aux barons révoltés qui se sont enfermés dans le château de Kenilworth, dans le Warwickshire. Au terme de six mois de siège, les assiégés se rendent et acceptent les termes du dictum de Kenilworth (en), qui rétablit l'autorité royale tout en graciant les rebelles.